# وایدا (تورینگن)
شهر وایدا (به آلمانی: Weida) در ایالت تورینگن در کشور آلمان واقع شده‌است.

## نگارخانه

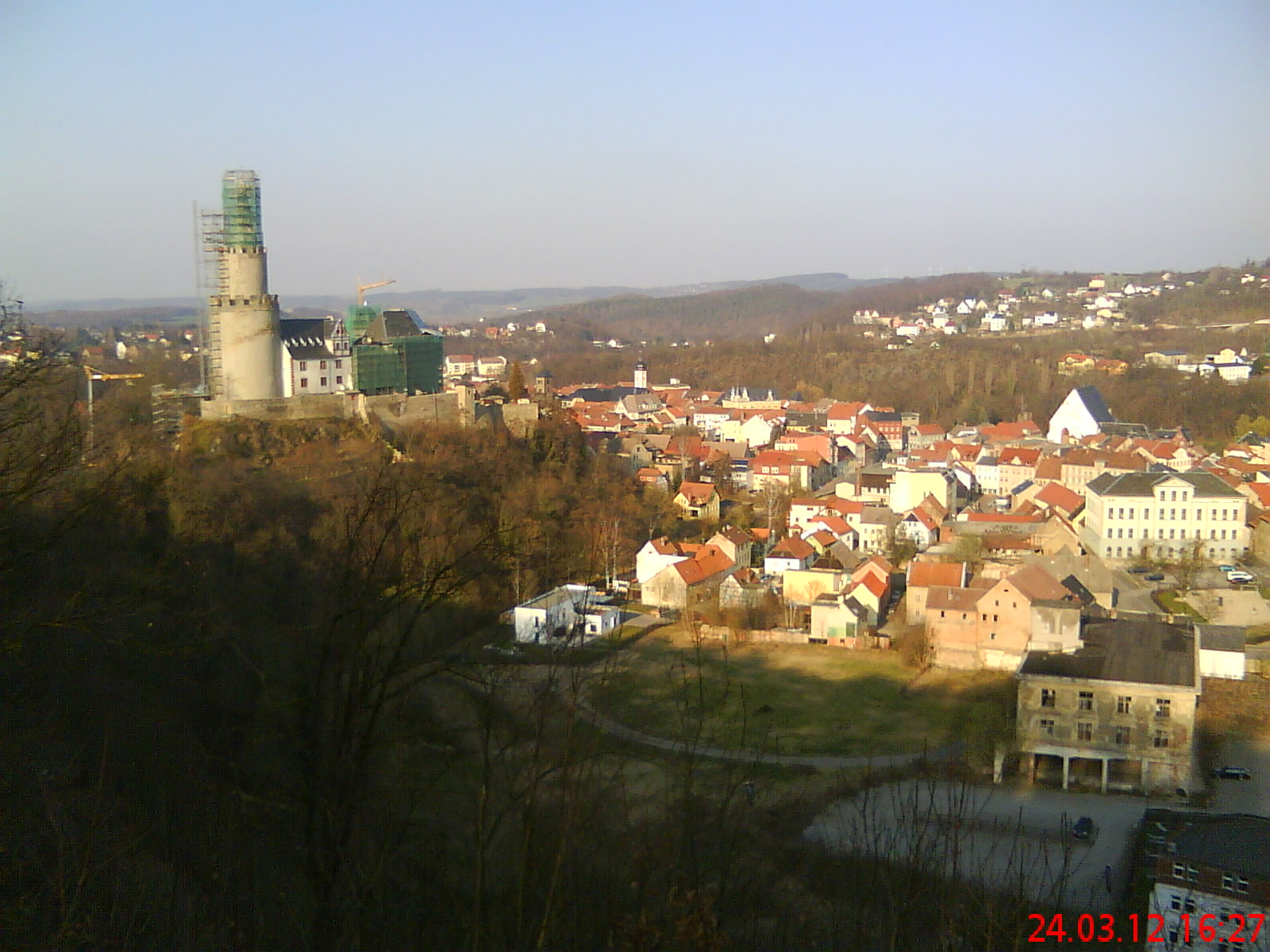
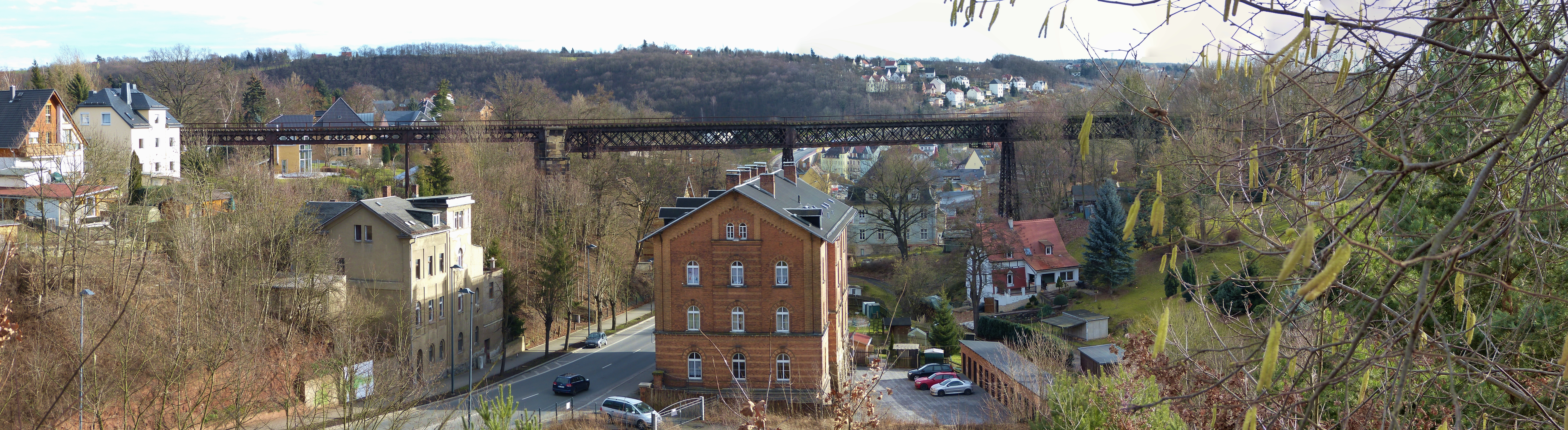